# Crvenjača
Crvenjača (lat. Cortinarius orellanus) smrtno je otrovna gljiva iz porodice Cortinarius. Promjer klobuka do 8 cm, visina gljive do 10 cm, boja zagasito smeđe narančasta do hrđavo smeđa. Meso čvrsto, žućkasto, pod kožom klobuka hrđavo smeđe, slabog mirisa na repu. Listići s donje strane klobuka oker do hrđavo narančasti, na kraju smeđi. Raste u Europi, Aziji i sjevernoj Africi.